# ブレリオ-SPAD S.61

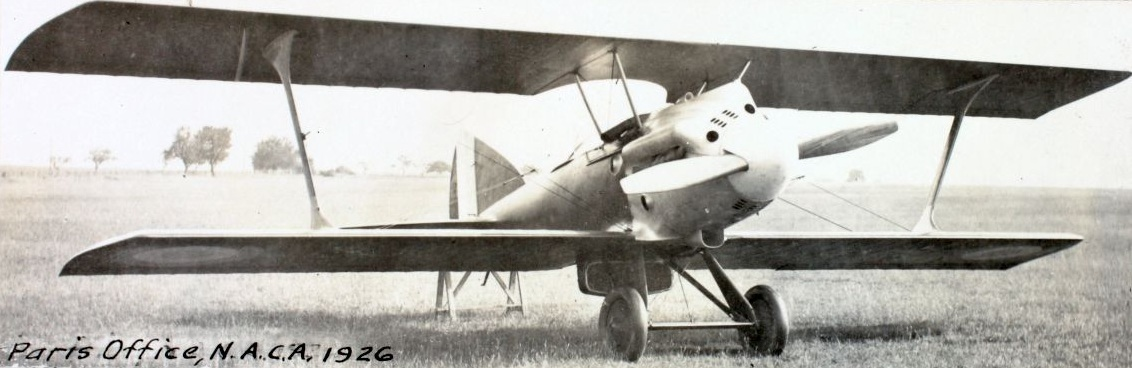
ブレリオ-SPAD S.61

ブレリオ-SPAD S.61（Blériot-SPAD S.61）は1923年に初飛行したフランスの戦闘機である。設計したのはアンドレ・エルブモン（André Herbémont）で、エルブモンがそれまで採用していた後退角のついた上翼をやめて通常の複葉の形式が採用された。S.61は同時に開発が行われていたS.51とともにフランス空軍の評価を受けたが、両方とも採用されなかった。ポーランド空軍が興味を示し、ポーランド空軍は250機を発注し、ポーランドで生産するライセンスも購入した。ルーマニア空軍からも100機の発注を受けた。
軍用とは別に、S.61はフランスで、競技機および記録挑戦用の機体として用いられた。1925年6月25日、ジョルジュ・ペルティエ＝ドワシーの操縦でクープ・ミシュラン（Coupe Michelin）で優勝し、1927年にも別のタイプが優勝し、1929年には2位になった。1926年8月23日、ジャン・カイーソ（Jean Callizo）はS.61/7で12,442mの高高度飛行記録を樹立し、レジオンドヌール勲章を受勲した。ポーランド製のS.61は1927年チューリッヒで行われたCapitaine Echard raceで2位となった。
30機ほどがポーランドのCWL (Centralne Warszaty Lotnicze - Central Aviation Workshops,後のPZL)で生産された。ポーランド製のS.61は翼の取り付けが弱く、事故を多発し1926年から1931年の間に26人のパイロットが事故の犠牲となった。

## 派生型
S.61/1
フランス空軍評価用試作機
S.61/2
ポーランド、ルーマニア向け量産機
S.61/3
翼巾縮小型試験機
S.61/4
Lorraine-Dietrich 12Eeエンジン搭載、1機生産
S.61/5
Hispano-Suiza 12Gbエンジン搭載、3機生産
S.61/6
レース用機体
S.61/6a-Lorraine Wエンジン搭載レーサー
S.61/6b-S.61/6aの燃料タンク増設、クープ・ミシュラン用レーサー
S.61/6c-速度記録挑戦機、事故で失敗
S.61/6d-速度記録挑戦機、記録達成できず
S.61/7
スーパーチャージャーを装備した高度記録機
S.61/8
S.61/5のHispano-Suiza 12Hb エンジンに換装
S.61/9
S.61/6dの改造機1929年のクープ・ミシュラン用レーサー
S.61 SES
翼の設計変更、生産されず。

## 主要諸元 （S.61/2）
- 乗員：1名
- 全長：6.98 m
- 全幅：9.57 m
- 全高：2.90 m
- 翼面積：29.3 m2
- 空虚重量：1,055 kg
- 全備重量：1,565 kg
- エンジン： Lorraine-Dietrich 12Ewエンジン、336 kW (450 hp)
- 最高速度：227 km/h
- 巡航高度：7,500 m
- 武装
  - 機銃：2 × 7.7mm ヴィッカース機銃